# Patiëntveiligheid

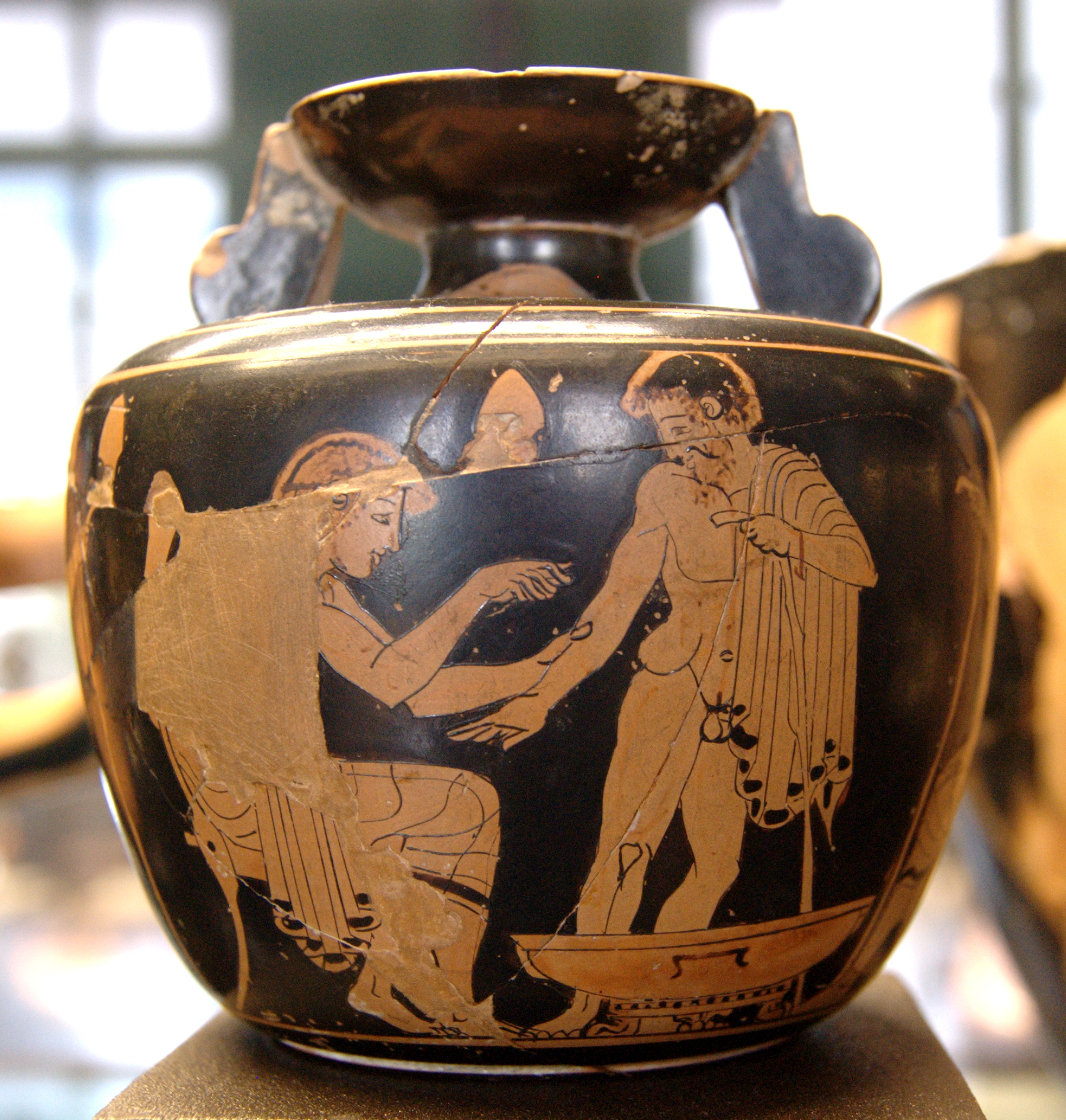
Behandeling van een patiënt, Griekenland, ca.480-470 v.Chr. (Louvre, Parijs)

Patiëntveiligheid is een discipline in de gezondheidszorg die streeft naar "het (nagenoeg) ontbreken van (de kans op) aan de patiënt toegebrachte lichamelijke of psychische schade, ontstaan door het niet volgens de professionele standaard handelen van hulpverleners en/of door tekortkoming van het zorgsysteem". De mate van patiëntveiligheid is het resultaat van maatregelen bij huisartsenpraktijken, ziekenhuizen en andere medische instellingen om medische fouten te voorkomen.

## Wereldgezondheidsorganisatie
Middels de WHO Surgical Safety Checklist van de Wereldgezondheidsorganisatie worden circa 20 aandachtspunten gecontroleerd bij patiënten die voor een medische ingreep onder narcose worden gebracht. De vragenlijst onderscheidt drie fasen, namelijk voor de anesthesie, voor de incisie en na afloop van de ingreep. Blijkens onderzoek is door deze checklist de kans op medische fouten aanmerkelijk afgenomen. De kans op complicaties na de operatie en sterfte na de operatie daalden significant.
Op basis van de WHO Surgical Safety Checklist vraagt bijvoorbeeld de anesthesioloog of het assisterend personeel de patiënt voorafgaand aan de inleiding naar zijn naam en of er daadwerkelijk (zoals gepland) aan de linkerknie geopereerd moet worden. In het operatieteam dient voorafgaand aan de ingreep gesproken te worden over de mogelijke complicaties. Ook vereist de WHO Surgical Safety Checklist dat alle benodigde medische instrumenten voor en na de ingreep geteld worden. Hiermee wordt voorkomen dat er bijvoorbeeld compressieverbanden achterblijven in het lichaam van de patiënt.